# Həsənqaya (Bərdə)
Həsənqaya è un comune dell'Azerbaigian situato nel distretto di Bərdə. Conta una popolazione di 1 324 abitanti.